# Fördraget i Verdun
Fördraget i Verdun år 843 var ett avtal efter den frankiske kungen Ludvig den frommes död år 840 som delade Frankerriket mellan hans tre överlevande söner. Tre riken uppstod därvid, nämligen Västfrankiska riket, Mellanfrankiska riket (senare uppdelat i Lotharingia, Burgund och Italien) och Östfrankiska riket.

## Bakgrund
Vid Ludvig den frommes död 840 gjorde hans äldste son Lothar I anspråk på den kejserliga makten och han stödde sin brorson Pippin II:s anspråk på den akvitanska tronen. Lothars bröder, Ludvig den tyske och Karl den skallige, besegrade dock Lothar vid slaget vid Fountenay i juni 841 och bekräftade sin allians vid Eden i Strasbourg 842 vilket till slut tvingade Lothar till förhandlingsbordet.
Alla bröderna hade redan upprättat var sitt kungadöme: Lothar i Italien, Ludvig den tyske i Bayern och Karl den skallige i Akvitanien. Lothar erhöll den centrala delarna av imperiet, det som senare blev Nederländerna, Lothringen, Alsace, Burgund, Provence och Italien och den kejserliga titeln, även om den i princip bara var en nominell titel. Ludvig den tyske erhöll de östra delarna, det som senare skulle bli tysk-romerska riket. Karl den skallige erhöll de västra delarna som senare blev Frankrike. Pippin II övertog kungadömet Akvitanien men blev lydkung under Karl.
Fördraget i Verdun beskrivs ibland som början på upplösningen av Karl den stores imperium, men återspeglar egentligen bara den gamla frankiska seden att dela arvet mellan faderns söner istället för den senare brukliga förstfödslorätten.